# Беснурка
Беснурка е село в Южна България. То се намира в община Черноочене, област Кърджали, на 33 km от Кърджали посока север-северозапад.

## География
Село Беснурка се намира в района на Източните Родопи.